# دوقية
الدوقية إما أن تكون أراضي أو إقطاعية أو منطقة نفوذ يحكمها دوق أو دوقة . تاريخياً كان بعض دوقات أوروبا بمثابة الملوك بينما آخرون (خصوصاً في (فرنسا وبريطانيا) كانوا كيانات دون المملكة.

## وصف
تقليدياً كانت الغراندوقية كلوكسمبورغ مثلاً مستقلة عموماً وتتمتع بكامل السيادة الإقليمية.
كانت الدوقيات بحكم ملكي شائعة ضمن الامبراطورية الرومانية المقدسة وفي المناطق ذات الأغلبية الناطقة بالألمانية .
تواجد في فرنسا عدد معين من الدوقيات خلال القرون الوسطى . اليزابيث الثانية ملكة بريطانيا على سبيل المثال ، لا تزال تحتفظ بعائلتها بلقب دوقة نورماندي ؛ إلا أن الأرض الوحيدة التي تملكها في هذه الدوقية هي جزر القنال الإنكليزي التي لم تكن بحيازة ملك فرنسا. من بين أهم الدوقيات الفرنسية نورماندي وبورغونيا وبريتانيا وأكيتانيا.
في إنجلترا القروسطية ، منحت أراضي لانكشاير وكورنوال اللقب الدوقي ، مع مجموعة من الصلاحيات المتاحة لحكامهم . أنشئت دوقية لانكستر سنة 1351 لكنه انضم تحت سلطان التاج في سنة 1399 بصعود الدوق هنري بولنبروك لعرش انكلترا باسم هنري الرابع. دوقية كورنوال أنشئت في سنة 1337 وتمتع دوقات كورنوال لاحقاً بلقب ولي العهد . وفقد هذا النوع من الدوقيات حالياً دوره السياسي المهيمن.
أصبحت الدوقيات في الزمن ليس بالبعيد نادرة للغاية ؛ ولم تعد صفة الدوقات التي منحت في القرنين الماضيين في طبيعتها الصفة الفخرية . وحاليا لا يوجد أي الدوقيات مستقلة في العالم ، ولوكسمبورغ هي دوقية كبرى مستقلة.